# Bystrovany
Bystrovany är en ort i Tjeckien.   Den ligger i regionen Olomouc, i den östra delen av landet, 220 km öster om huvudstaden Prag. Bystrovany ligger 230 meter över havet och antalet invånare är 729.
Terrängen runt Bystrovany är platt åt sydväst, men åt nordost är den kuperad.Runt Bystrovany är det ganska tätbefolkat, med 144 invånare per kvadratkilometer. Närmaste större samhälle är Olomouc, 5,2 km väster om Bystrovany. Trakten runt Bystrovany består till största delen av jordbruksmark.